# 安保法制違憲訴訟の会
安保法制違憲訴訟の会（あんぽりいけんそしょうのかい）は、日本に存在する政治団体。

## 概要
2015年9月に伊藤真が弁護士有志と立ち上げる。共同代表は伊藤真、内田雅敏、黒岩哲彦、杉浦ひとみ、田村洋三、角田由紀子、寺井一弘、福田護、堀野紀。
2015年9月に成立した安全保障関連法が成立して以降、これは憲法違反であるとして各地の裁判所で個人によって無効や廃止を求めた訴訟が起こされたが、これは裁判所側によって審判の対象にならないと却下されてきた。安保法制違憲訴訟の会は、このような門前払いを避ける方法を検討した結果、憲法違反で平和的生存権を侵害されて精神的苦痛を受けた国家賠償と、自衛隊出動の事前差止めを求める行政訴訟の2つのパターンで提訴をするということを呼びかける。
2015年12月21日に安保法制違憲訴訟の会は、安全保障関連法の違憲性を問う裁判を来春に起こすという方針を明らかにする。安保法制に基づいて自衛隊が出動や活動することは憲法に違反するため差止めをすることを求めることと、このことで憲法が保障する平和的生存権を侵害したために精神的苦痛を受けたとして国家賠償を求めることが目的。
2016年4月20日に安保法制違憲訴訟の会は、2015年9月に成立した安全保障法制が違憲で無効であるとして、4月26日に東京地方裁判所に提訴するということを発表した。この裁判では集団的自衛権の差止めや国家賠償を求める。この東京地方裁判所での提訴では、差止め訴訟は50人、国家賠償請求訴訟は500人が名を連ねる。訴訟の代理人は600人以上の弁護士が担当する。同日には福島地方裁判所いわき支部でも約200人が国家賠償を求めて提訴した。原告の数は数百人から一千人ほどで集団的自衛権の違憲訴訟では最大規模で、中には自衛官の家族も含まれている。
2017年8月4日には、安保法制違憲訴訟の会が著者の『私たちは戦争を許さない』という書籍が岩波書店から出版された。
2018年10月24日の時点で安保法制違憲訴訟の会には22の地方裁判所に25の裁判が係属しており、日本全国の原告の数は7590人におよぶ。
2019年4月には札幌地方裁判所で起こされていた裁判の請求が棄却されて控訴された。11月7日には東京地方裁判所で起こされていた裁判の請求が棄却された。東京地方裁判所の控訴は東京高等裁判所でも棄却された。
2023年9月7日には最高裁判所で東京高等裁判所からの控訴が棄却された。この棄却が、安保法制違憲訴訟の会が起こした訴訟が最高裁判所で確定したのは初であった。この裁判での原告の数は7600人で、違憲であるかを判断した裁判はこれまでには無かった。